# Miss Univers 2019
Miss Univers 2019 est la 68e élection de Miss Univers, qui a eu lieu le 8 décembre 2019 dans les studios de Tyler Perry à Atlanta, dans l'État de Géorgie, aux États-Unis,.
Le nombre de candidates s'élève à 90.
L'élection a été présentée pour la 5e année consécutive par Steve Harvey, qui a signé un contrat pour assurer la présentation jusqu'en 2020, assisté par Olivia Culpo, Miss Univers 2012 et Vanessa Lachey, Miss Teen USA 1998.
La gagnante est la Sud-Africaine Zozibini Tunzi, Miss Afrique du Sud 2019 succédant à la Philippine Catriona Gray, Miss Univers 2018, et devenant ainsi la troisième Sud-Africaine de l'histoire à remporter le titre, 2 ans seulement après la victoire de Demi-Leigh Nel-Peters en 2017 et 41 ans après Margaret Gardiner en 1978.

## Classement final
| Résultat final    | Candidate |
| ----------------- | --- |
| Miss Univers 2019 | - Afrique du Sud – Zozibini Tunzi |
| 1re dauphine      | - Porto Rico – Madison Anderson |
| 2e dauphine       | - Mexique – Sofía Aragón |
| Top 5             | - Colombie – Gabriela Tafur - Thaïlande – Paweensuda Drouin |

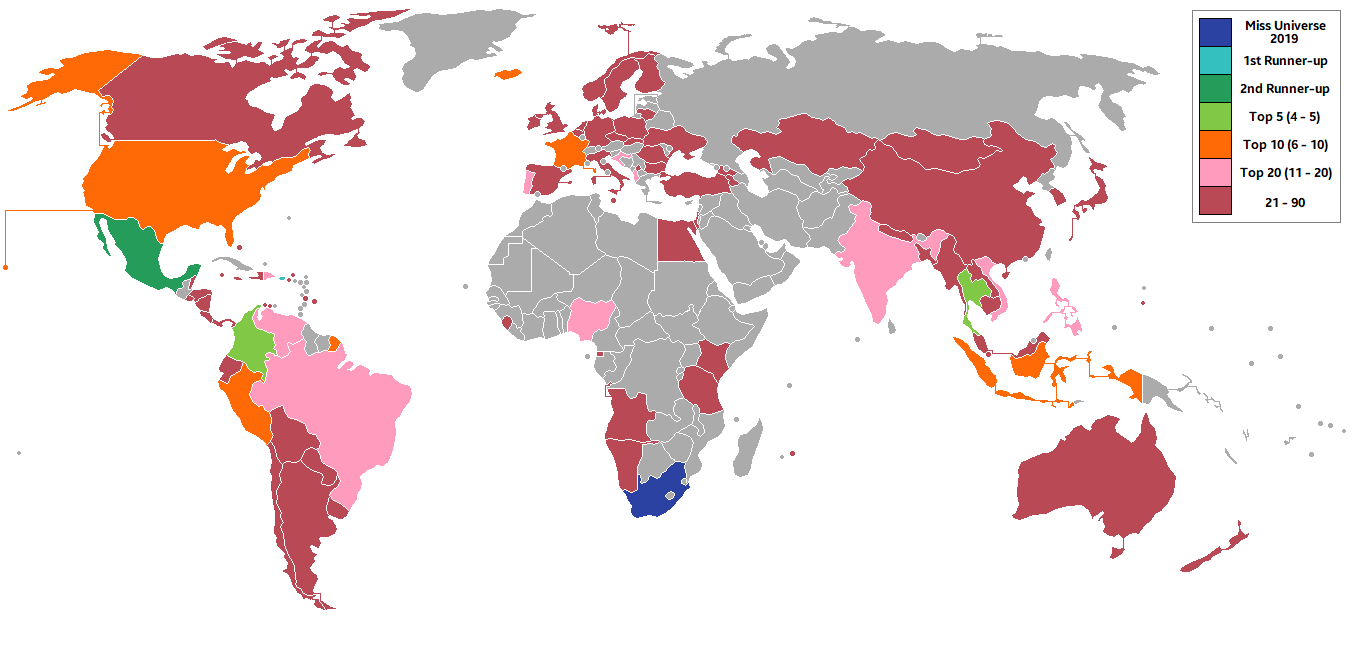
Pays et territoires participants à Miss Univers 2019

| Top 10            | - États-Unis – Cheslie Kryst - France – Maëva Coucke - Indonésie – Frederika Alexis Cull - Islande — Birta Abiba Þórhallsdóttir - Pérou – Kelin Rivera |
| Top 20            | - Albanie – Cindy Marina - Brésil – Júlia Horta - Croatie – Mia Rkman - Inde – Vartika Singh - Nigeria – Olutosin Araromi - Philippines — Gazini Ganados - Portugal – Sylvie Silva - République dominicaine - Clauvid Dály - Venezuela – Thalía Olvino - Vietnam - Hoàng Thị Thùy |

## Ordre d'annonce des finalistes

### Top 20
1. Afrique du Sud
2. Philippines
3. Viêt Nam
4. Nigéria
5. Thaïlande
6. Albanie
7. France
8. Islande
9. Croatie
10. Portugal
11. Porto Rico
12. Pérou
13. République dominicaine
14. Mexique
15. États-Unis
16. Philippines
17. Venezuela
18. Inde
19. Brésil
20. Colombie

### Top 10
1. États-Unis
2. Colombie
3. Porto Rico
4. Afrique du Sud
5. Pérou
6. Islande
7. France
8. Indonésie
9. Thaïlande
10. Mexique

### Top 5
1. Mexique
2. Thaïlande
3. Colombie
4. Porto Rico
5. Afrique du Sud

### Top 3
1. Mexique
2. Afrique du Sud
3. Porto Rico

## Prix spéciaux
| Prix                      | Nom de la gagnante | Pays        |
| ------------------------- | ------------------ | ----------- |
| Miss Sympathie            | Olga Buława        | Pologne     |
| Meilleur costume national | Gazini Ganados     | Philippines |

## Organisation du concours

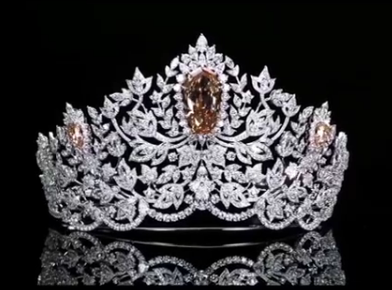
The Power of Unity Crown de Mouawad.

Le 31 octobre 2019, la Miss Universe organization annonce la tenue de la cérémonie, le 8 décembre 2019 à Atlanta, dans l' état de Géorgie, au Sud-Est des États-Unis. C'est la première fois que la Big Peach accueille le concours.
Le 27 novembre 2019, l'organisation annonce la tenue de l'épreuve préliminaire, afin d'établir le Top 20 final, et le défilé des costumes nationaux pour le 6 décembre 2019, dans le Marriott Marquis Hotel d'Atlanta, où les candidates séjournent le temps de leur préparation.
Le 11 septembre 2019, la MUO et le joaillier libanais Mouawad (en) annoncent qu'ils collaborent ensemble pour la confection de la nouvelle couronne. La couronne The Power of Unity a été révélée le 5 décembre 2019 lors d'une conférence de presse en présence de Miss Univers 2018 Catriona Gray, des dirigeants de la bijouterie et des candidates à l'élection.

## Candidates
90 candidates sont en lice pour l'élection :
| Pays / Territoire représenté | Candidates                 | Âge    | Taille | Domicile              |
| ---------------------------- | -------------------------- | ------ | ------ | --------------------- |
| Afrique du Sud               | Zozibini Tunzi,            | 26 ans | 1,78 m | Gauteng               |
| Albanie                      | Cindy Marina,              | 20 ans | 1,80 m | Shkodër               |
| Allemagne                    | Miriam Rautert,            | 23 ans | 1,65 m | Berlin                |
| Angola                       | Salett Miguel              | 20 ans | 1,80 m | Sumbe                 |
| Argentine                    | Mariana Valera             | 23 ans | 1,80 m | Avellaneda            |
| Arménie                      | Dayana Davtyan,            | 20 ans | 1,73 m | Erevan                |
| Aruba                        | Danna Garcia,              | 21 ans | 1,83 m | Oranjestad            |
| Australie                    | Priya Serrao,              | 27 ans | 1,78 m | Melbourne             |
| Bahamas                      | Tarea Sturrup,             | 23 ans | 1,75 m | Grand Bahama          |
| Bangladesh                   | Shirin Akter Shela,        | 25 ans | 1,78 m | Dacca                 |
| Barbade                      | Shanel Ifill,              | 20 ans | 1,84 m | Bridgetown            |
| Belgique                     | Angeline Flor Pua          | 24 ans | 1,68 m | Anvers                |
| Belize                       | Destinee Arnold,           | 26 ans | 1,70 m | Roaring Creek         |
| Birmanie                     | Swe Zin Htet,              | 21 ans | 1,75 m | Pa-An                 |
| Bolivie                      | Fabiana Hurtado,           | 21 ans | 1,73 m | Santa Cruz            |
| Brésil                       | Júlia Horta,               | 25 ans | 1,74 m | Juiz de Fora          |
| Bulgarie                     | Lora Asenova               | 25 ans | 1,68 m | Byala Slatina         |
| Cambodge                     | Somnang Alyna,             | 18 ans | 1,68 m | Phnom Penh            |
| Canada                       | Alyssa Boston,             | 24 ans | 1,70 m | Tecumseh              |
| Chili                        | Geraldine González,        | 19 ans | 1,77 m | Conchalí              |
| Chine                        | Rosie Zhu Xin,             | 25 ans | 1,76 m | Hebei                 |
| Colombie                     | Gabriela Tafur,            | 23 ans | 1,79 m | Cali                  |
| Corée du Sud                 | Lee Yeon-joo               | 20 ans | 1,78 m | Incheon               |
| Costa Rica                   | Paola Chacón,              | 27 ans | 1,75 m | San José              |
| Croatie                      | Mia Rkman,                 | 21 ans | 1,69 m | Korčula               |
| Curaçao                      | Kyrsha Attaf,              | 22 ans | 1,72 m | Willemstad            |
| Danemark                     | Katja Stokholm,            | 22 ans | 1,70 m | Odense                |
| Égypte                       | Diana Hamed                | 24 ans | 1,75 m | Le Caire              |
| Équateur                     | Cristina Hidalgo,          | 21 ans | 1,78 m | Guayaquil             |
| Espagne                      | Natalie Ortega,            | 19 ans | 1,79 m | Barcelone             |
| États-Unis                   | Cheslie Kryst,             | 29 ans | 1,65 m | Charlotte             |
| Finlande                     | Anni Harjunpää,            | 23 ans | 1,80 m | Sastamala             |
| France                       | Maëva Coucke,              | 25 ans | 1,76 m | Lille                 |
| Géorgie                      | Tako Adamia,               | 24 ans | 1,80 m | Tbilissi              |
| Guam                         | Sissie Luo,                | 22 ans | 1,67 m | Tamuning              |
| Guinée équatoriale           | Serafina Eyene,            | 20 ans | 1,71 m | Niefang               |
| Haïti                        | Gabriela Clesca Vallejo    | 25 ans | 1,76 m | Pétion-Ville          |
| Honduras                     | Rosemary Arauz             | 26 ans | 1,74 m | San Pedro Sula        |
| Îles Caïmans                 | Kadejah Bodden,            | 23 ans | 1,84 m | Grand Cayman          |
| Îles Vierges des États-Unis  | Andrea Piecuch,            | 25 ans | 1,78 m | Hassel Island         |
| Îles Vierges britanniques    | Bria Smith,                | 26 ans | 1,70 m | Tortola               |
| Inde                         | Vartika Singh              | 26 ans | 1,70 m | Lucknow               |
| Indonésie                    | Frederika Alexis Cull,     | 19 ans | 1,70 m | Jakarta               |
| Irlande                      | Fionnghuala O'Reilly       | 25 ans | 1,75 m | Dublin                |
| Islande                      | Birta Abiba þórhalldóttir, | 19 ans | 1,76 m | Mosfellsbær           |
| Israël                       | Sella Sharlin,             | 22 ans | 1,79 m | Beït                  |
| Italie                       | Sofia Trimarco,            | 20 ans | 1,86 m | Buccino               |
| Jamaïque                     | Iana Tickle Garcia         | 19 ans | 1,78 m | Montego Bay           |
| Japon                        | Ako Kamo,                  | 21 ans | 1,67 m | Hyōgo                 |
| Kazakhstan                   | Alfiya Yersaïyn            | 18 ans | 1,80 m | Atyraw                |
| Kenya                        | Stacy Michuki              | 18 ans | 1,73 m | Nairobi               |
| Kosovo                       | Fatbardha Hodza            | 21 ans | 1,75 m | Rečane                |
| Laos                         | Vichitta Phonevilay,       | 23 ans | 1,76 m | Vientiane             |
| Lituanie                     | Paulita Baltrušaitytė      | 21 ans | 1,80 m | Vilnius               |
| Malaisie                     | Shweta Sekhon,             | 22 ans | 1,72 m | Kuala Lumpur          |
| Malte                        | Teresa Ruglio,             | 23 ans | 1,80 m | Tas-Sliema            |
| Maurice                      | Ornella Lafleche           | 21 ans | 1,65 m | Beau Bassin-Rose Hill |
| Mexique                      | Sofía Aragón,              | 25 ans | 1,74 m | Guadalajara           |
| Mongolie                     | Gunzaya Bat-Erdene,        | 24 ans | 1,73 m | Oulan-Bator           |
| Namibie                      | Nadja Breytenbach,         | 24 ans | 1,75 m | Windhoek              |
| Népal                        | Pradeepta Adhikari,        | 23 ans | 1,67 m | Katmandou             |
| Nicaragua                    | Inés López,                | 19 ans | 1,78 m | Managua               |
| Nigeria                      | Olutosin Araroni           | 25 ans | 1,78 m | Jalingo               |
| Norvège                      | Helene Abildsnes,          | 21 ans | 1,82 m | Søgne                 |
| Nouvelle-Zélande             | Diamond Langi              | 27 ans | 1,77 m | Auckland              |
| Panama                       | Mehr Eliezer,              | 22 ans | 1,72 m | Panama                |
| Paraguay                     | Ketlin Lottermann,         | 24 ans | 1,73 m | Santa Rita            |
| Pays-Bas                     | Sharon Pieksma,            | 24 ans | 1,78 m | Rotterdam             |
| Pérou                        | Kelin Rivera               | 26 ans | 1,78 m | La Molina             |
| Philippines                  | Gazini Ganados,            | 24 ans | 1,73 m | Cebu                  |
| Pologne                      | Olga Buława,               | 27 ans | 1,78 m | Świnoujście           |
| Porto Rico                   | Madison Anderson,          | 24 ans | 1,78 m | Toa Baja              |
| Portugal                     | Sylvie Silva               | 20 ans | 1,78 m | Guimarães             |
| République dominicaine       | Clauvid Dály,              | 19 ans | 1,80 m | Punta Cana            |
| République tchèque           | Barbora Hodačová,          | 23 ans | 1,80 m | Teplice               |
| Roumanie                     | Dorina Chihaia             | 26 ans | 1,78 m | Iași                  |
| Royaume-Uni                  | Emma Jenkins,              | 26 ans | 1,75 m | Llanelli              |
| Sainte-Lucie                 | Bebiana Mangal,            | 24 ans | 1,73 m | Lanse Road            |
| Salvador                     | Zuleika Soler,             | 25 ans | 1,77 m | La Unión              |
| Sierra Leone                 | Marie Esther Bangura,      | 22 ans | 1,80 m | Port Loko             |
| Singapour                    | Mohana Prabha              | 24 ans | 1,75 m | Singapour             |
| Slovaquie                    | Laura Longauerová,         | 23 ans | 1,78 m | Detva                 |
| Suède                        | Lina Ljungberg,            | 22 ans | 1,74 m | Stockholm             |
| Tanzanie                     | Shubila Stanton            | 23 ans | 1,85 m | Morogoro              |
| Thaïlande                    | Paweensuda Drouin          | 26 ans | 1,82 m | Bangkok               |
| Turquie                      | Bilgi Aydoğmuş             | 23 ans | 1,80 m | Istanbul              |
| Ukraine                      | Anastasia Subbota          | 25 ans | 1,72 m | Zaporijjia            |
| Uruguay                      | Fiona Tenuta               | 22 ans | 1,74 m | Punta del Este        |
| Venezuela                    | Thalía Olvino,             | 20 ans | 1,80 m | Valencia              |
| Viêt Nam                     | Hoàng Thị Thùy,            | 27 ans | 1,79 m | Thanh Hóa             |

## Observations

### Remplacements et désignations
- Belgique : Angeline Flor Pua, Miss Belgique 2018, représente la Belgique au concours en remplacement de Elena Castro Suarez, Miss Belgique 2019, qui s'est présentée uniquement à Miss Monde 2019[30].
- France : Vaimalama Chaves, Miss France 2019, a annoncé le 25 juin 2019 qu'elle ne se présentera pas aux concours internationaux que sont Miss Monde et Miss Univers[166]. Maëva Coucke, Miss France 2018, la remplace[167].
- Inde : L'organisation Miss Diva a décidé le 26 septembre 2019 de nommer Vartika Singh, précédemment 2e Dauphine de Miss Grand International 2015, préférant organiser un concours Miss Diva en février/mars 2020, afin d'avoir plus de temps de préparation pour le prochain concours[168].
- Pérou : Anyella Grados, initialement élue Miss Pérou 2019, a été destituée à la suite d'une vidéo compromettante[169]. Sa remplaçante Kelin Rivera a été élue lors d'un mini-concours organisé le 20 octobre 2019[170].
- Sierra Leone : Marie Esther Bangura, Miss Univers Sierra Leone 2018, a été autorisée à concourir à Miss Univers 2019 par la Miss Universe Organization du fait de sa non participation l'année précédente (elle était arrivée après le début de la préparation)[152].
- Uruguay : Fiona Tenuta a été nommée Miss Univers Uruguay après un casting organisé par Osmel Sousa, propriétaire de la franchise uruguayenne. En effet, la cérémonie nationale ne peut avoir lieu du fait de l’annonce tardive de la date de la cérémonie Miss Univers